# Троїцька сільська рада (П'ятихатський район)
| Троїцька сільська рада — колишній орган місцевого самоврядування у П'ятихатському районі Дніпропетровської області з адміністративним центром у с. Троїцьке. Сільській раді підпорядковані населені пункти: - с. Троїцьке - с. Березняк - с. Зелений Клин - с. Золотницьке - с. Миколаївка - с. Новотроїцьке - с. Червона Деріївка |

## Склад ради
Рада складається з 16 депутатів та голови.

## Керівний склад сільської ради
| ПІБ                      | Основні відомості                                                                       | Дата обрання | Дата звільнення |
| ------------------------ | --------------------------------------------------------------------------------------- | ------------ | --------------- |
| Свистун Людмила Юхимівна | Сільський голова, 1952 року народження, освіта, член Партії регіонів                    | 26.03.2006   | 31.10.2010      |
| Свистун Людмила Юхимівна | Сільський голова, 1952 року народження, освіта середня спеціальна, член Партії регіонів | 31.10.2010   |                 |

Примітка: таблиця складена за даними джерела